# Tadeusz Ważewski
Tadeusz Ważewski (ur. 24 września 1896 w Wygnance obok Czortkowa, zm. 5 września 1972 w Rabce-Zdroju) – polski matematyk, przedstawiciel krakowskiej szkoły matematycznej. Zajmował się badaniem równań różniczkowych (cząstkowych i zwyczajnych) oraz teorią sterowania.

## Życiorys
W latach 1906–1911 uczęszczał do gimnazjum w Mielcu, a w latach 1911–1914 do I Gimnazjum w Tarnowie, w którym złożył egzamin dojrzałości. W latach 1914–1920 studiował na ówczesnym Wydziale Filozoficznym Uniwersytetu Jagiellońskiego. Zaczął od studiów fizyki, ale pod wpływem Stanisława Zaremby zajął się  ostatecznie matematyką. W czasie I wojny otrzymał przydział służbowy jako saper do 5 Kompanii zapasowej saperów (legitymacja nr 2174). W latach 1921–23 studiował na Uniwersytecie Paryskim broniąc rozprawę doktorską z topologii w 1924. Od 1 sierpnia 1923 do 31 października 1926 był asystentem w Akademii Górniczej w Krakowie, od 1 listopada 1926 do 30 września 1933 zastępcą profesora na Uniwersytecie Jagiellońskim, zostając następnie (nominacja ma datę 16 września 1933) profesorem nadzwyczajnym. Aresztowany 6 listopada 1939 podczas Sonderaktion Krakau był więziony wraz z innymi profesorami w obozie koncentracyjnym w Sachsenhausen. Po zwolnieniu z obozu w lutym 1940 pracował w Szkole Handlowej Męskiej w Krakowie, angażując się jednocześnie w tajne nauczanie Uniwersytetu Jagiellońskiego. Profesorem zwyczajnym UJ Tadeusz Ważewski został mianowany we wrześniu 1945 roku pracował na Uniwersytecie Jagiellońskim do przejścia na emeryturę. Równocześnie z kierowaniem katedrą uniwersytecką, kierował działem Równań Różniczkowych w powołanym w 1949 Państwowym Instytucie Matematycznym, który następnie stał się Instytutem Matematycznym PAN. Pomagał w tworzeniu studiów matematycznych w Wyższej Szkole Pedagogicznej w Krakowie mając zajęcia zlecone. Zaraz po wojnie został powołany w poczet członków korespondentów Polskiej Akademii Umiejętności oraz Towarzystwa Naukowego Warszawskiego, a po powstaniu Polskiej Akademii Nauk został jej członkiem korespondentem, w roku 1958 wszedł do grona członków zwyczajnych PAN. W latach 1959–1961 był prezesem Polskiego Towarzystwa Matematycznego. W 1967 został uhonorowany godnością doktora honoris causa Uniwersytetu Jagiellońskiego.
Członek komitetu redakcyjnego Annales Polonici Mathematici i Journal of Differential Equations. Miejscem spoczynku profesora jest cmentarz Rakowicki (kwatera Bc, rząd 9, grób 1)

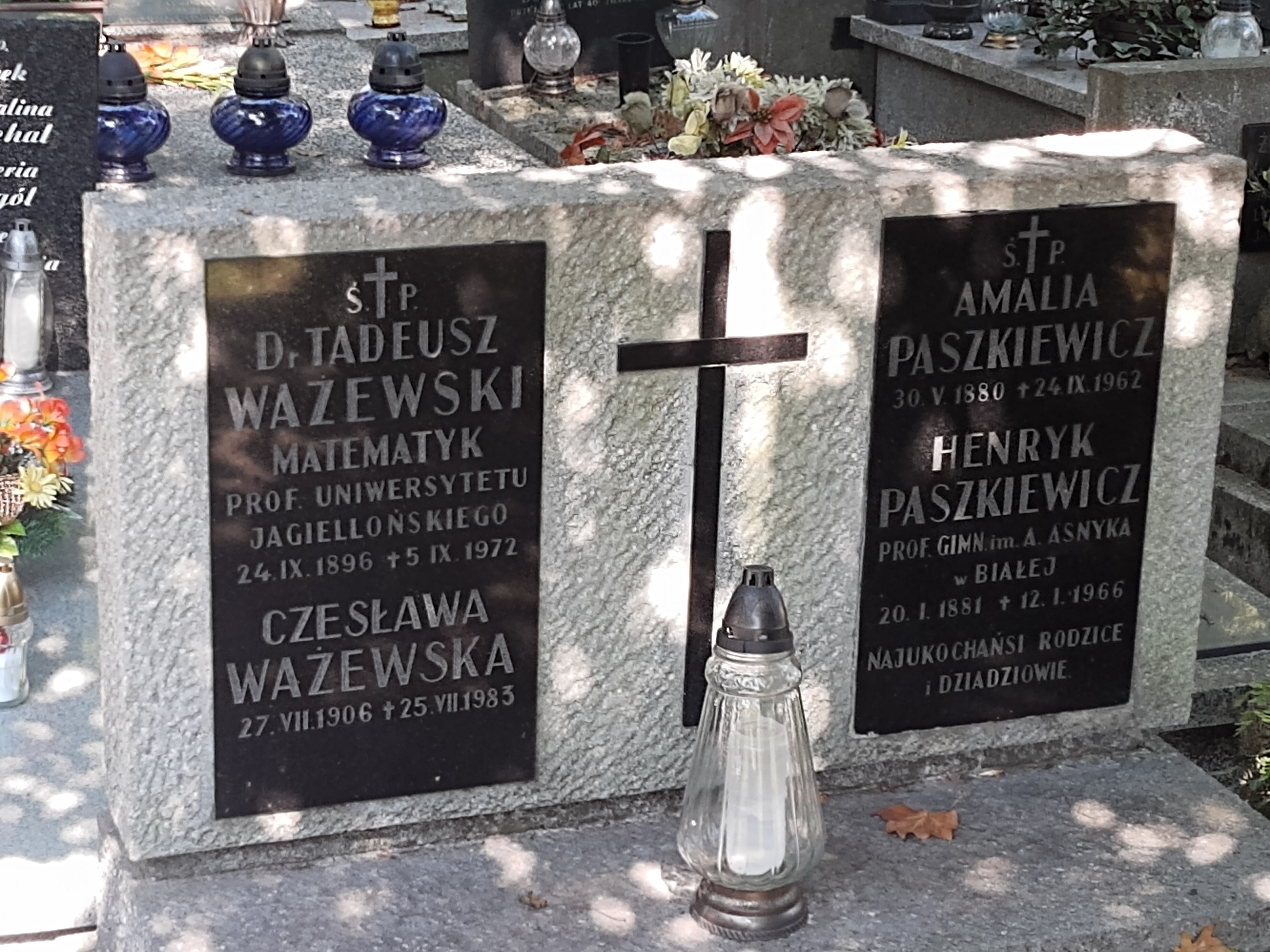
Grób prof. Tadeusza Ważewskiego

Odznaczony Krzyżem Kawalerskim Orderu Odrodzenia Polski (1954) i Krzyżem Komandorskim Orderu Odrodzenia Polski oraz Orderem Sztandaru Pracy I klasy.